# Arianna Caruso
Arianna Caruso (Rome, 6 november 1999) is een voetbalspeelster uit Italië. Ze speelt als middenvelder voor FC Bayern München in de Bundesliga.

## Clubcarrière
Caruso maakte haar profdebuut in haar geboortestad bij Res Roma. Sinds 2017 staat ze onder contract bij Juventus FC. Met deze club werd ze viermaal landskampioen van de Serie A. Ook won ze drie keer de Coppa Italia en vier keer de Suppercopa. In de winterstop van het seizoen 2024/25 werd Caruso verhuurd aan de Duitse club FC Bayern München. In juni 2025 besloot FC Bayern München de koopoptie in de huurovereenkomst van Caruso te lichten, waardoor ze de definitieve overstap maakte naar de Beierse club.

## Statistieken
| Seizoen | Club              | Land      | Competitie | Wedstrijden | Doelpunten |
| ------- | ----------------- | --------- | ---------- | ----------- | ---------- |
| 2014/15 | Res Roma          | Italië    | Serie A    | 1           | 0          |
| 2015/16 | Res Roma          | Italië    | Serie A    | 15          | 2          |
| 2016/17 | Res Roma          | Italië    | Serie A    | 18          | 6          |
| 2017/18 | Juventus FC       | Italië    | Serie A    | 20          | 3          |
| 2018/19 | Juventus FC       | Italië    | Serie A    | 22          | 2          |
| 2019/20 | Juventus FC       | Italië    | Serie A    | 14          | 2          |
| 2020/21 | Juventus FC       | Italië    | Serie A    | 20          | 7          |
| 2021/22 | Juventus FC       | Italië    | Serie A    | 19          | 8          |
| 2022/23 | Juventus FC       | Italië    | Serie A    | 25          | 5          |
| 2023/24 | Juventus FC       | Italië    | Serie A    | 25          | 7          |
| 2024/25 | Juventus FC       | Italië    | Serie A    | 13          | 5          |
| 2024/25 | FC Bayern München | Duitsland | Bundesliga | 7           | 0          |
| Totaal  | Totaal            | Totaal    | Totaal     | 199         | 47         |

Laatste update: 18 juni 2025

## Interlandcarrière
Caruso maakte in 2019 haar debuut voor het Italiaans voetbalelftal. Ze kwam in actie in de kwalificatiereeks voor het EK 2022. Italië wist zich te plaatsen voor dit eindtoernooi en Caruso was onderdeel van de Italiaanse selectie op het EK 2022 in Engeland. Italië werd hier uitgeschakeld in de groepsfase. Caruso was ook van de partij op het WK 2023 in Australië en Nieuw-Zeeland. Hier was de groepsfase opnieuw het eindstation voor Italië na een nederlaag tegen Zuid-Afrika.